# オンズホールディングス
株式会社オンズホールディングス（英文社名：ONZE HOLDINGS CO.,LTD.）は、東京都中央区日本橋室町に本社を置く日本の持ち株会社である。

## 概要
オンズホールディングスは、持ち株会社として、オンズグループ各社（オンズ・コンフィアンス、オンズリーヴェスト、アイアルオンズ）に対する経営指導及び経営管理を行っている。
本社は、日本橋室町の中央通り沿いに位置するCMビルに所在している。

## 沿革
- 2010年（平成22年）
  - 11月 - オンズホールディングスと関連会社5社を設立（現在は3社）。オンズ住宅販売株式会社を株式会社オンズプラスに商号変更
  - 12月 - 東京都千代田区永田町に株式会社オンズデコを設立し、設計管理業を株式会社オンズコンフィアンスから承継
- 2011年（平成23年）
  - 1月 - オンズデコの一級建築士事務所登録に伴い、オンズコンフィアンス一級建築事務所を廃業。オンズコンフィアンスから賃貸管理業を株式会社オンズリーヴェストに承継
  - 4月 - 公益社団法人オイスカ 特別賛助会員に所属
  - 5月 - オンズコンフィアンスの相模原支店を愛知県名古屋市に移転し、名古屋支店開設
  - 9月 - 資本金を株式会社オンズリーヴェスト5000万円、株式会社オンズプラス3000万円、株式会社オンズデコ1000万円にそれぞれ増資
- 2012年（平成24年）
  - 6月 - 株式会社オンズコンフィアンスが資本金を9,880万円に増資
  - 10月 - オンズグループが東京都千代田区霞が関の大同生命霞が関ビル3Fへ本社を移転。資本金を2億6,400万円に増資
- 2013年（平成25年）4月 - アイアルオンズ株式会社を設立
- 2014年（平成26年）
  - 9月 - 資本金を2億9,600万円に増資
  - アイアルオンズ「リハトレ専科西戸山公園」開設
- 2015年（平成27年）1月 - オンズコンフィアンスが、株式会社オンズ・コンフィアンスに商号変更
- 2016年（平成28年）4月 - 愛知県名古屋市東区葵へ名古屋支店を移転

## グループ会社
- 株式会社オンズホールディングス（持株会社）
- 株式会社オンズ・コンフィアンス（マンション販売）
- 株式会社オンズリーヴェスト（賃貸管理）
- 株式会社オンズデコ（設計・監理）- 現在は資本関係を解消している。
- アイアルオンズ株式会社（保育・介護）

各会社で事業内容を分けている。